# Peter Engelbrecht (Jurist)
Peter Engelbrecht, latinisiert Petrus Engelbrecht junior (* 1558 oder 1559 in Ilsenburg; † 7. Juni 1618 in Braunschweig), war ein deutscher Jurist und Chronist.

## Leben
Peter Engelbrecht war der älteste Sohn des Hüttenfaktors Peter Engelbrechts des Älteren († 1598) in Ilsenburg. Er studierte Rechtswissenschaften ab Mai 1580 an der Universität Helmstedt und ab Dezember 1586 an der Universität Wittenberg. Engelbrecht wurde 1591 an der Universität Basel zum Lizentiat der Rechte promoviert. Er führte von 1594 bis 1596 für seinen Vater, der einen Schlaganfall erlitten hatte, die Verwaltung des Klosters Ilsenburg. Am 21. Dezember 1595 wurde er ab Ostern 1596 zum ersten Ratssekretär der Hansestadt Lübeck (Protonotar) bestellt. Dort weisen die Bücher der Stadt Gehaltszahlungen ab Juli 1596 bis Januar 1602 aus. Am 10. November 1601 wurde er zum Syndicus der Stadt Nordhausen für drei Jahre verpflichtet. Danach wurde er Syndicus der Stadt Braunschweig. Aus Braunschweig korrespondierte er 1612 mit dem Arzt und Historiker Wilhelm Budaeus in Halberstadt.
Die Familie Engelbrecht aus Ilsenburg wurde später mit den Namen Engelbrecht und Engelbrechten nobilitiert.

## Schriften
- Chronologia abbatum Ilsineburgensium, Handschrift 1588, abgedruckt bei Leibniz Script. rer. brunswicens. III. 684–690 (Digitalisat) und Leuckfeld Antt. Poeldens. 217–240